# Accord de libre-échange entre le Canada et l'AELE

Canada (en bleu) et les états de l'AELE (en vert)

L'accord de libre-échange entre le Canada et l'AELE est un accord de libre-échange entre le Canada et l'Association européenne de libre-échange, composée de l’Islande, du Liechtenstein, de la Norvège et de la Suisse. 
Les négociations pour cet accord ont démarré en 1998 et se sont terminées le 7 juin 2007. Il est signé le 26 janvier 2008 et il est entré en application le 1er juillet 2009. 
L'accord porte essentiellement sur une diminution des droits de douane sans dispositifs connexes souvent associés à celle-ci, comme des dispositions sur le droit d'auteur, la protection des investissements, etc. La quasi-totalité des biens industriels échangés entre ces pays se voient exonérés de droits de douane avec des exceptions sur les denrées alimentaires et sur les marchandises de l'industrie culturelle.